# Девід Спрокстон
Сер Девід Спрокстон (англ. David Sproxton; * 6 січня 1654, Бристоль, Велика Британія) — британський аніматор, режисер, сценарист, продюсер.

## Життєпис
У 1976 році разом з Пітером Лордом заснував в Бристолі анімаційну студію Aardman Animations.
Лауреат британської премії БАФТА за найкращий фільм («Втеча з курника», 2001).
Командор Ордена Британської Імперії (CBE; 17 червня 2006).